# استان برگامو
استان برگامو (به ایتالیایی: Provincia di Bergamo)  یکی از استان‌های ناحیهٔ لمباردی در شمال ایتالیاست که با استان‌های سوندریو در شمال، برشا در شرق، کریمونا در جنوب و میلان و لکو در غرب آن هم‌مرز است. این استان دارای مساحتی برابر با ۲۷۲۳ کیلومتر مربع بوده و ۲۴۴ شهرستان یا کُمونه (درجمع کمونی) را شامل می‌شود. مرکز استان برگامو شهر برگامو است.
رشته کوه‌های آلپ اروبیایی یا آلپ برگامو در شمال استان برگامو قرار دارد و بلندترین نقطهٔ آن کوه کوکا به ارتفاع ۳٬۰۵۲ متر است.  دره‌های وال سریانا و برمبانا در این ناحیه قرار دارد. بخش‌های جنوبی استان عمدتاً از زمین‌های مسطح تشکیل شده‌است و رودهای سریو، برمبو و آدا در جنوب غربی آن جریان دارد.
دریاچه ایسیو  در شرق استان برگامو قرار دارد و رود اوگلیو پس از گذر از درهٔ کامونیکا به آن می‌ریزد. همچنین در نواحی‌ای مانند  ترسکوره بالنیاریو و سان پلگرینو  مواد معدنی یافت می‌شود.
پیستهای اسکی متعددی از جمله در نزدیکی شهر کلره وجود دارد.

## مهمترین شهرستان‌ها
مهمترین کُمونی (به ایتالیایی: comuni) یا شهرستان‌های استان برگامو بر اساس جمعیتشان در سرشماری ۳۱ مه  ۲۰۰۵ به شرح زیر است:

نقشهٔ استان برگامو

| شهرستان            | جمعیت   |
| ------------------ | ------- |
| برگامو             | ۱۱۶٬۹۸۱ |
| ترویلو             | ۲۷٬۲۲۶  |
| دالمینه            | ۲۲٬۳۱۲  |
| سریاته             | ۲۱٬۷۸۸  |
| آلبینو             | ۱۷٬۴۴۹  |
| رومانو دی لمباردیا | ۱۶٬۸۴۴  |
| کاراواجو           | ۱۴٬۹۶۰  |
| آلزانو لمباردو     | ۱۲٬۸۲۸  |
| استتزانو           | ۱۱٬۳۲۴  |
| نِمبرو              | ۱۱٬۲۱۶  |
| اوسیو سوتو         | ۱۱٬۱۳۷  |
| پونته سنت پیترو    | ۱۰٬۳۸۹  |
| کولونیو آل سریو    | ۱۰٬۰۸۷  |

## کشاورزی
مناطق کم‌ارتفاع استان دارای مراتع بسیار بوده و پرورش خوک و ماکیان به روش امروزی و گوسفندداری به روش سنتی در آن رواج دارد. همچنین تولید شراب و کشت محصولات زراعی همچون ذرت، غلات، برنج و کتان نیز انجام می‌شود و شکار نیز کاری رایج است.

## صنعت
مهمترین صنعت استان برگامو استخراج مواد معدنی به ویژه آهن، سیمان و مرمر است. همچنین کارخانجات بزرگ تراکتورسازی در تِرِویلو و لوله‌سازی در دالمینه وجود دارد. ابریشم، پوشاک و محصولات متالوژیکی از دیگر تولیدات معمول استان برگامو به‌شمار می‌آیند. 